# Echidna catenata
Espèce
Statut de conservation UICN

 LC  : Préoccupation mineure
Echidna catenata ou murène catenulée est une espèce de murènes qui vit dans les eaux superficielles de  l'ouest de l'Atlantique.

## Description
Ces murènes peuvent atteindre jusqu'à 71 cm de longueur.

Illustration d'une murène catenulée, université d'Amsterdam (1841-1852).

## Alimentation
Carnivore, elle se nourrit de crabes, de crevettes, de vers et de petits poissons.